# Polabské národopisné muzeum
Polabské národopisné muzeum (též Skanzen Přerov nad Labem) je nejstarší český skanzen lidové architektury, který sídlí ve středočeském Přerově nad Labem. Je jednou z expozic Polabského muzea v Poděbradech. Založil jej okolo roku 1900 majitel místního panství - rakouský arcivévoda Ludvík Salvátor Toskánský. Jedná se o čtvrtý nejstarší skanzen v Evropě s výjimkou severských zemí.

## Historie
Historie muzea začíná v roce 1895, kdy majitel zdejšího zámku – toskánský Habsburk arcivévoda Ludvík Salvátor – zakoupil pro účely národopisného muzea bývalou panskou kovárnu č.p. 19 a zpřístupnil v ní veřejnosti expozici o životě v Polabí.
Na tuto aktivitu navázalo v roce 1967 Polabské muzeum, které zde založilo záchranný skanzen polabské lidové architektury. Do současné doby bylo do skanzenu o rozloze necelých 2 hektarů přeneseno celkem 30 objektů (9 chalup, 4 špýchary a další drobnější roubené stavby a lidové památky). V jednotlivých budovách jsou umístěny tematické výstavy mapující narození dítěte a jeho křtiny, domácí pečení chleba, perníku a marcipánu, mlékařství, kořenářství, duchovní život, lidovou módu a umění, stavitelství, zpracování zrna a historii mlynářství, praní prádla ve starých časech, kamna a kamínka v domácnostech, lidové léčení nebo chmelařství a vinařství na Nymbursku. Ovocný sad dotváří malou včelařskou expozici se skupinkou vyřezávaných úlů.

## Budovy

### Staročeská chalupa

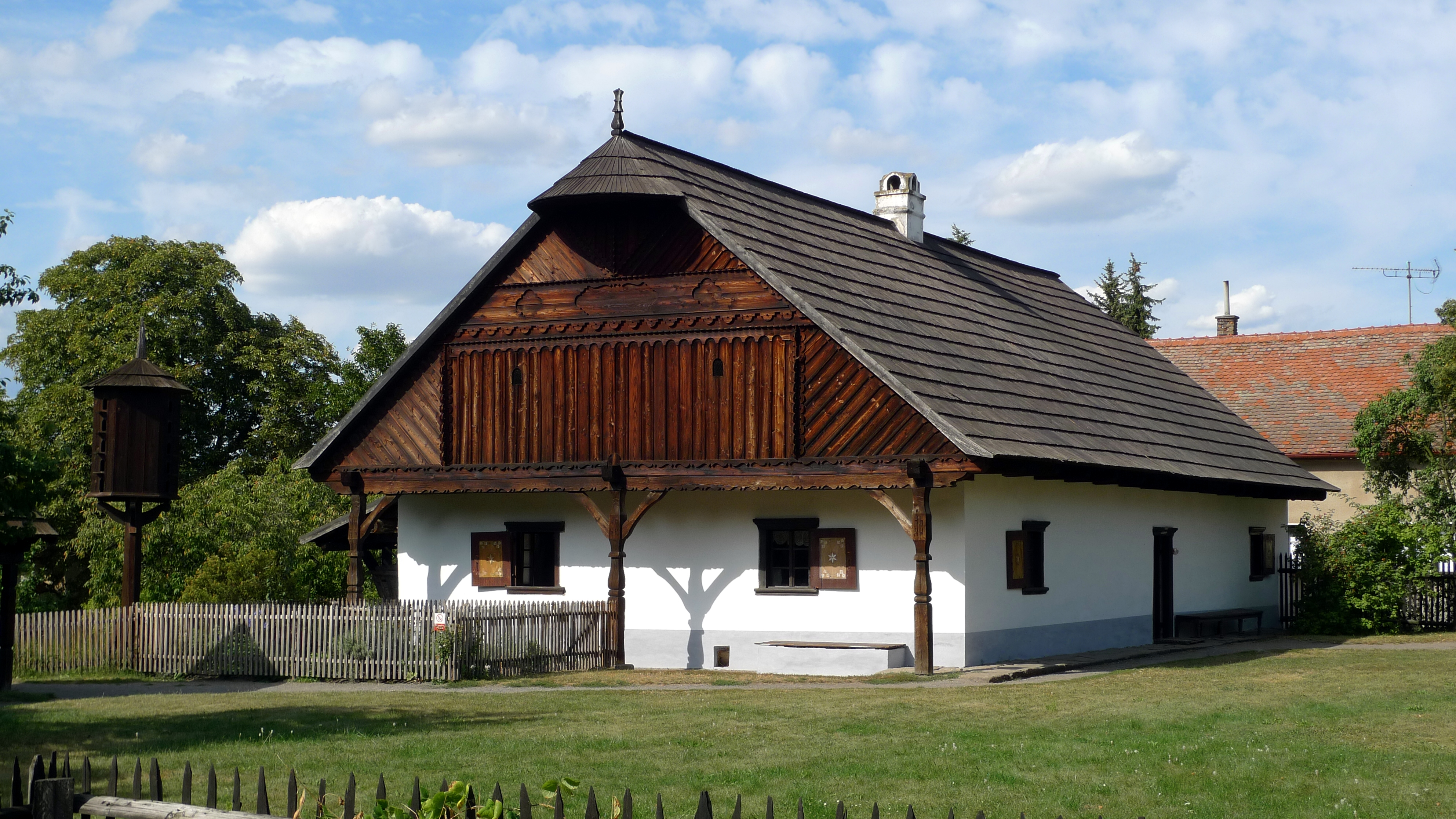
Staročeská chalupa

Chalupa pochází z 18. století. Jedná se o bývalou přerovskou kovárnu, která patřila až do konce 19. století zdejším kovářům a rychtářům Bělíkům. V roce 1895 jji koupil Ludvík Salvátor Toskánský, který zde začátkem 20. století zpřístupnil expozici pojednávající o životě v Polabí. V roce 1922 zde pražské Národní divadlo uvedlo operu Bedřicha Smetany Prodaná nevěsta. Původní expozice se zachovala až do začátku druhé světové války, kdy bylo muzeum uzavřeno.

### Panská myslivna

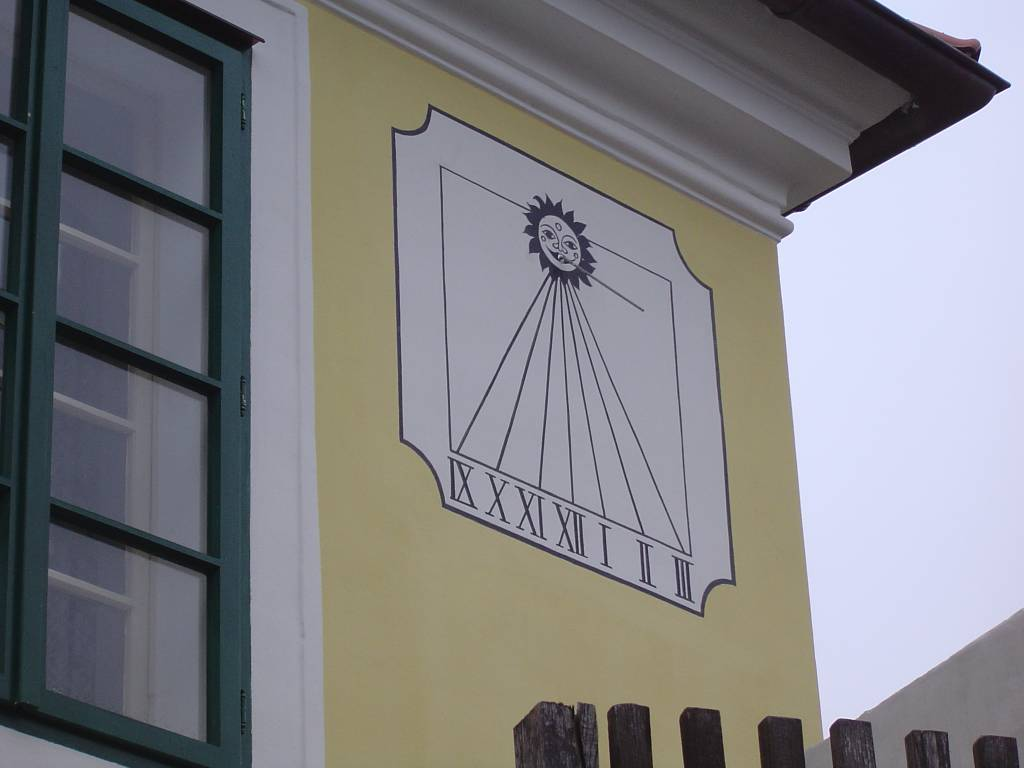
Sluneční hodiny na Panské myslivně

Jedná se o patrový kamenný dům s jednoduchou klasicistní fasádou z poloviny 19. století. Nad bránou jsou umístěné sluneční hodiny.

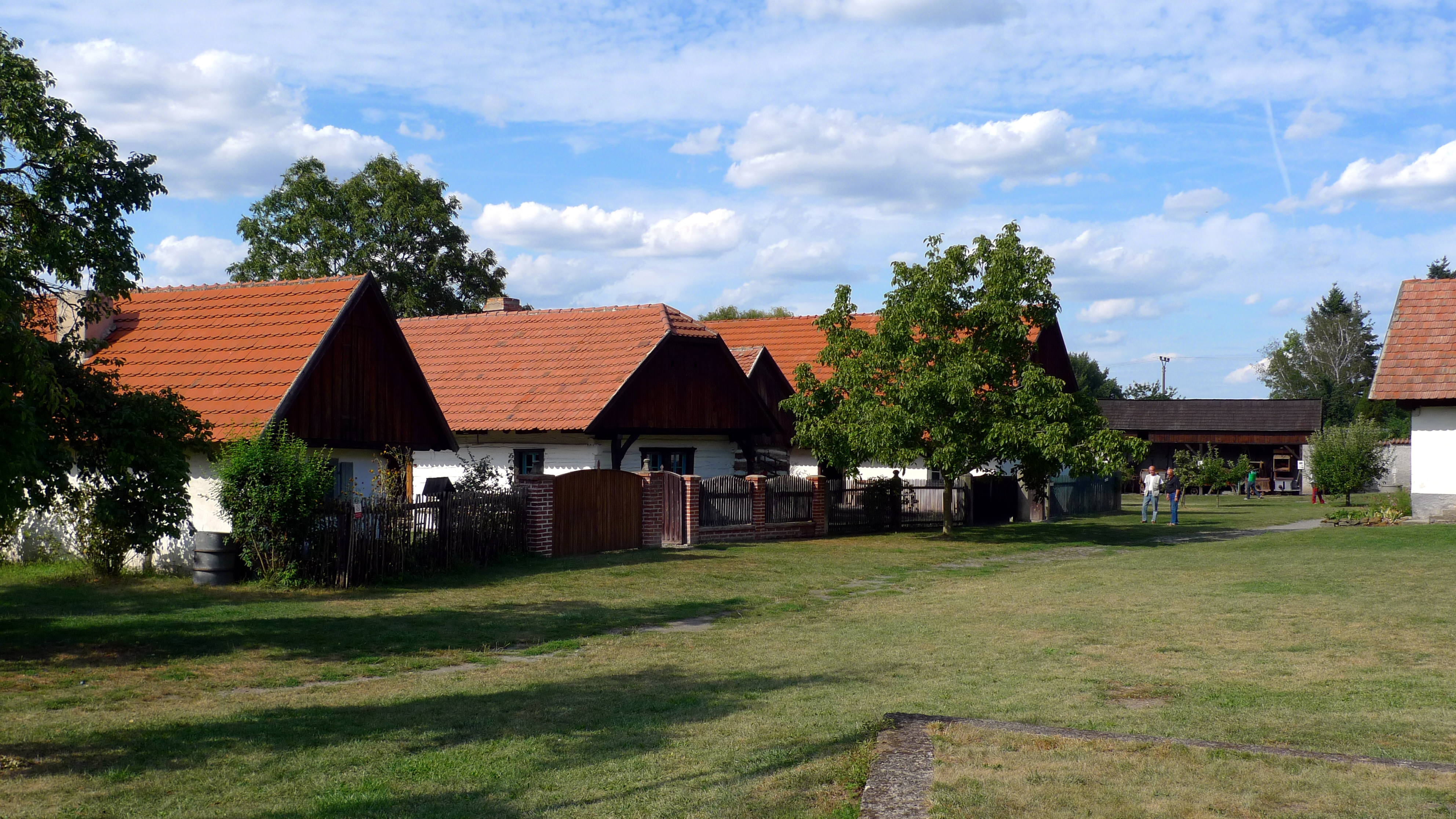
Skanzen v Přerově nad Labem

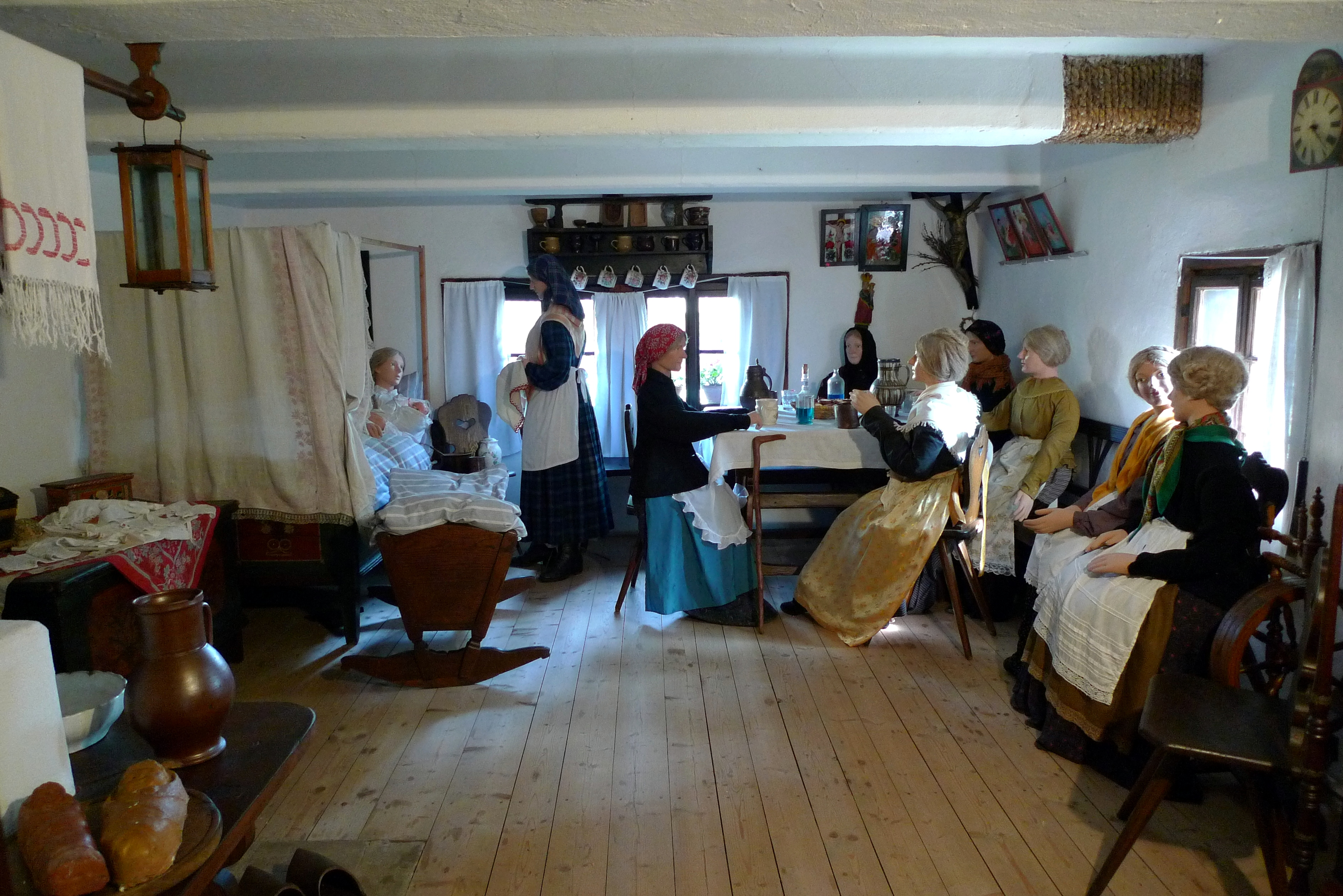
Interiér

## Rozšíření o zámek
Zřizovatel přerovského skanzenu - Středočeský kraj - do budoucna uvažuje o rozšíření expozice do budovy vedle stojícího přerovského zámku. Zámek je nyní ve vlastnictví Českého rozhlasu. Součástí zamýšlené expozice by byl návštěvnický okruh V zámku a podzámčí a rozsáhlá připomínka života a díla Ludvíka Salvátora Toskánského.

## Otevírací doba
Skanzen je otevřen od dubna do října celý týden mimo pondělí od 9 do 17 hodin, v předvánočním a předvelikonočním období jsou tu zvláštní výstavy lidových zvyků spojených s těmito svátky.

## Skanzen ve filmu
Objekty skanzenu se objevily v několika filmových pohádkách:
- Z pekla štěstí (1999, režie Zdeněk Troška)
- Z pekla štěstí 2 (2001, režie Zdeněk Troška)
- Čertova nevěsta (2011, režie Zdeněk Troška)
- Čertoviny (2017, režie Zdeněk Troška)
- Zakleté pírko (2020, režie Zdeněk Troška)
- Tajemství staré bambitky 2 (2022, režie Ivo Machráček)